# Jochen Babock
Jochen Babock (26 de agosto de 1953) es un deportista de la RDA que compitió en bobsleigh en la modalidad cuádruple.
Participó en los Juegos Olímpicos de Innsbruck 1976, obteniendo una medalla de oro en la prueba cuádruple. Ganó una medalla de oro en el Campeonato Europeo de Bobsleigh de 1979.

## Palmarés internacional
| Juegos Olímpicos   | Juegos Olímpicos    | Juegos Olímpicos | Juegos Olímpicos |
| Año                | Lugar               | Medalla          | Prueba           |
| ------------------ | ------------------- | ---------------- | ---------------- |
| 1976               | Innsbruck (Austria) | Medalla de oro   | Cuádruple        |
| Campeonato Europeo |                     |                  |                  |
| Año                | Lugar               | Medalla          | Prueba           |
| 1979               | Winterberg (RFA)    | Medalla de oro   | Cuádruple        |